# Shoreline Park
Shoreline Park es una lugar designado por el censo del Condado de Hancock, Misisipi, Estados Unidos. Según el censo de 2000 tenía una población de 4.058 habitantes y una densidad de población de hab/km².

## Demografía
Según el censo, de los 1.649 hogares en el 28,1% había menores de 18 años, el 51,4% pertenecía a parejas casadas, el 10,1% tenía a una mujer como cabeza de familia, y el 32,1% no eran familias. El 25,2% de los hogares estaba compuesto por un único individuo, y el 6,7% pertenecía a alguien mayor de 65 años viviendo solo. El tamaño promedio de los hogares era de 2,46 personas y el de las familias de 2,90.
La población estaba distribuida en un 22,9% de habitantes menores de 18 años, un 7,5% entre 18 y 24 años, un 28,7% de 25 a 44, un 30,7% de 45 a 64, y un 10,2% de 65 años o mayores. La media de edad era 40 años. Por cada 100 mujeres había 110,7 hombres. Por cada 100 mujeres de 18 años o más, había 109,5 hombres.
Los ingresos medios por hogar en la localidad eran de 28.258 dólares ($), y los ingresos medios por familia eran 29.680 $. Los hombres tenían unos ingresos medios de 27.234 $ frente a los 21.516 $ para las mujeres. La renta per cápita para la ciudad era de 13.984 $. El 17,6% de la población y el 12,4% de las familias estaban por debajo del umbral de pobreza. El 27,7% de los menores de 18 años y el 4,6% de los habitantes de 65 años o más vivían por debajo del umbral de pobreza.

## Geografía
Según la Oficina del Censo de los Estados Unidos, Shoreline Park tiene un área total de 20,8 km² de los cuales 20,3 km² corresponden a tierra firme y 0,5 km² a agua. El porcentaje total de superficie con agua es 2,49%.